# Karaḫna
Karaḫna (hethitisch: URUka-ra-aḫ-na; Adverb: URUkaraḫnail) war eine bedeutende hethitische Kultstadt. Es lag im Oberen Land im nordwestlichen Anatolien.

## Lage
Die Stadt wird erstmals in altassyrischen Urkunden aus Kültepe als Handelsstation (wabartum) Karaḫna erwähnt und lag zwischen Kubarnat im Norden und Šamuḫa, welches bei Kayalıpınar lag, sowie an einer Route für Schmuggler. Zudem endete die Straße, die von Ḫattuša über Šuppiluliya führte, in Karaḫna. Somit ist der Ort im Gebiet des Flusses Çekerek Çayı (hethitisch: Zūliya) zu suchen.
Mouton schlug als Lage der hethitischen Kultstadt Karaḫna das heutige Sulusaray vor, das direkt am Fluss liegt und in der Antike Kárana (Κάρανα) hieß. Zudem wurde hier in der Antike Zeus Pylaios („Zeus des Tores“) verehrt, der den Kult des in Karaḫna verehrten Wettergottes des Stadttores (logographisch: dU KÁ.GAL) fortsetzen könnte.

## Geschichte
Unter dem hethitischen König Muršili II. wurde es zusammen mit Marišta und Šaduppa von Feinden besetzt, konnte aber wieder zurückgewonnen werden. Unter Ḫattušili III. war es Grenzstadt zu den Kaškäern, die es kurzzeitig zusammen mit Marišta besetzten. Die Stadt wird auch in Keilschrifttexten aus Maşat Höyük (Tapikka) bei Zile erwähnt.

## Kultstadt
Karaḫna war eine bedeutende Kultstadt, mit über 775 Tempelangestellten. Die beiden Haupttempel waren dem Wettergott von Karaḫna und dem Schutzgott von Karaḫna geweiht. Bezeichnend für Karaḫna ist der Synkretismus aus hattischen, hethitischen, hurritischen und luwischen Vorstellungen. Dies zeigt sich unter anderem in Götterlisten der Stadt. Ursprünglich hattische Gottheiten sind der Vegetationsgott Telipinu und seine Frau Ḫatepuna sowie die Sonnengöttin von Arinna und die Wettergötter von Nerik und Liḫzina, hethitisch sind die Torgöttin Āškašepa, die Korngöttin Ḫalki und der Pferdegott Pirwa, hurritisch dagegen Ḫebat und ihr Sohn Šarruma. Luwischen Einfluss zeigen der „reinste Schutzgott“ (dKAL wašḫazza), Ala, Immarnizza, Iyaya, und der Wettergott des Blitzes (dU piḫaššašši). Daneben werden noch Gottheiten genannt, die nicht genauer bestimmt werden können und lokaler Herkunft sind.